# Bernard Lama
Bernard Lama (ur. 7 kwietnia 1963 roku w Saint Symphorien w Gujanie Francuskiej) –były francuski piłkarz, występujący na pozycji bramkarza, i trener piłkarski. 
Z reprezentacją Francji, w której barwach rozegrał 44 mecze, zdobył mistrzostwo świata 1998 i mistrzostwo Europy. Bronił bramki Trójkolorowych w czasie Euro 1996. Najdłużej grał w Paris Saint-Germain. W 1994 roku triumfował z nim w rozgrywkach o mistrzostwo kraju, a dwa lata później w Pucharze Zdobywców Pucharów. Po zakończeniu kariery piłkarskiej w 2001 roku rozpoczął pracę szkoleniową. W 2006 roku przez krótki okres był selekcjonerem reprezentacji Kenii.

## Kariera piłkarska
W latach 90. był filarem defensywy Paris Saint-Germain, z którym zdobył mistrzostwo Francji oraz Puchar Zdobywców Pucharów. W 1997 roku w jego organizmie wykryto marihuanę. Lama został wykluczony na wiele miesięcy i stracił miejsce w reprezentacji, której do tej pory był podstawowym bramkarzem. Po krótkiej przygodzie z West Ham United pod koniec 1998 roku wrócił do Paryża. Zakończył karierę piłkarską w wieku 38 lat w Stade Rennais.
- 1981-82 –  Lille OSC
- 1982-83 –  SC Abbeville
- 1983-84 –  Besançon RC
- 1984-89 –  Lille OSC
- 1989-90 –  FC Metz
- 1990-91 –  Stade Brestois
- 1991-92 –  RC Lens
- 1992-97 –  Paris Saint Germain
- 1997-98 –  West Ham United
- 1998-00 –  Paris Saint Germain
- 2000-01 –  Stade Rennais

## Sukcesy piłkarskie
- mistrzostwo Francji 1994, wicemistrzostwo Francji 1993, 1996, 1997 i 2000, Puchar Francji 1993 i 1995, Puchar Zdobywców Pucharów 1996 oraz finał Pucharu Zdobywców Pucharów 1997 z Paris Saint Germain

W reprezentacji Francji od 1993 do 2000 roku rozegrał 44 mecze – start w Euro 1996 (III-IV miejsce) oraz w Mundialu 1998 (mistrzostwo świata, jako rezerwowy) i Euro 2000 (mistrzostwo Europy).

## Kariera szkoleniowa
- 2006 –  reprezentacja Kenii